# Inese Jaunzeme
Inese Jaunzeme (ur. 21 maja 1932 w Pļaviņas, zm. 13 lutego 2011 w Rydze) – łotewska oszczepniczka, reprezentantka ZSRR. Reprezentowała barwy klubu Dynamo Ryga.
Mistrzyni olimpijska z Melbourne (1956) – uzyskała wówczas wynik 53,86 (rekord olimpijski). Rekord życiowy – 55,73 – ustanowiła w 1960. Została odznaczona Orderem Czerwonego Sztandaru Pracy. Uzyskała stopień doktora nauk medycznych. Pełniła również funkcję przewodniczącej Klubu Łotewskich Olimpijczyków.
W 1997 roku zajęła trzecie miejsce w plebiscycie na najlepszego łotewskiego lekkoatletę XX wieku; była najwyżej sklasyfikowaną kobietą w zestawieniu.